# Альтштадт-Норд (Кёльн)
Альтштадт-Норд (нем. Altstadt-Nord, по-русски — Старый город-Север) — один из районов в центре Кёльна (Германия), входящий в административный округ Кёльн-Инненштадт. Здесь расположены основные достопримечательности города, включая Кёльнский собор и главный железнодорожный вокзал.

## Положение
Район Альтштадт-Норд вместе с районом Альтштадт-Зюд (Старый город-Юг) образуют центр города. Обе части города ограничены Кёльнским кольцом, которое окружает средневековый город полукругом, отделяя его от Нойштадта (Нового города). На востоке территория ограждена Рейном, за которым расположен Дойц. Ось восток-запад, Цецилиен-штрассе - Ной-маркт - Ханен-штрассе, представляет собой границу между двумя частями старого города.

## История

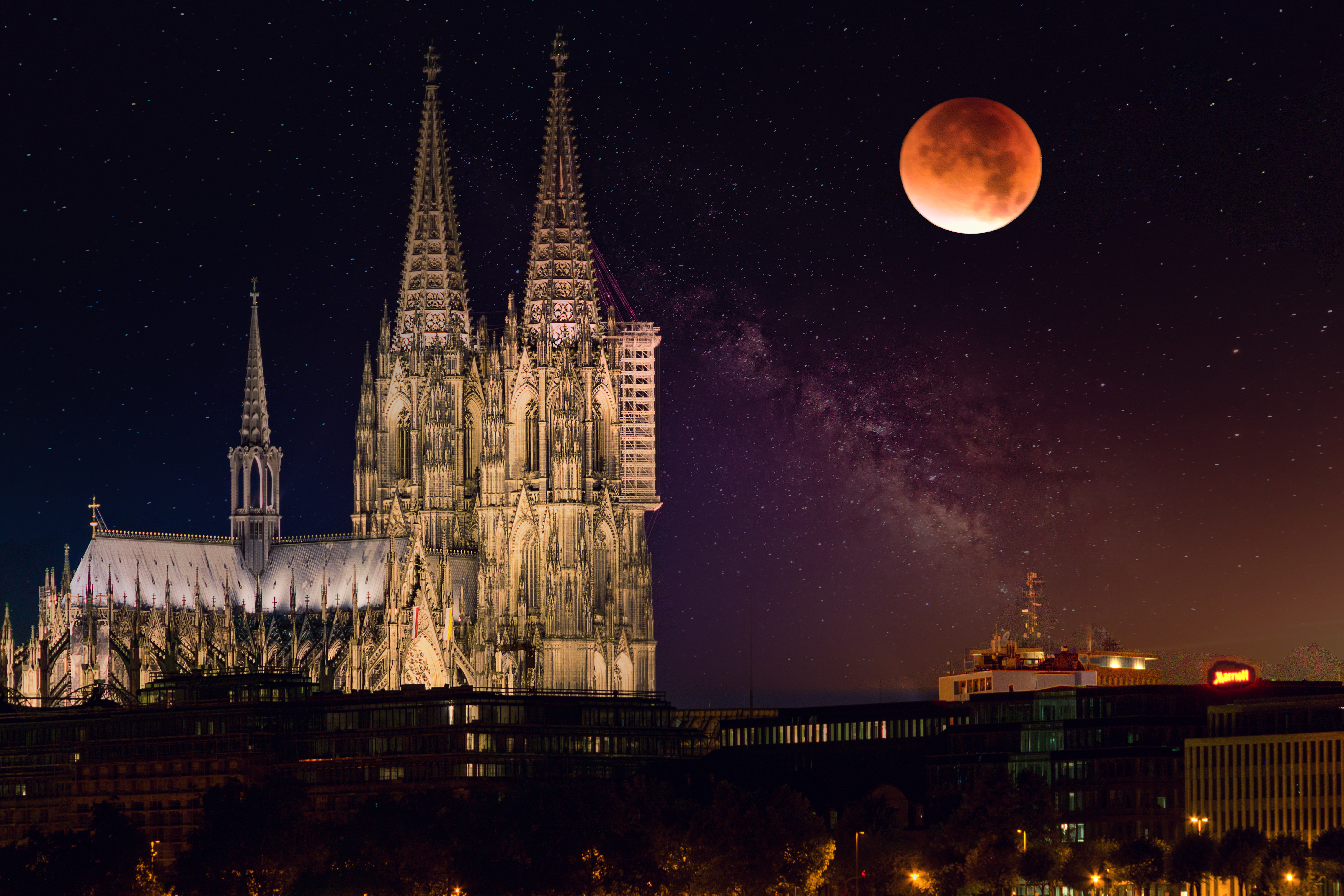
Кёльнский собор ночью

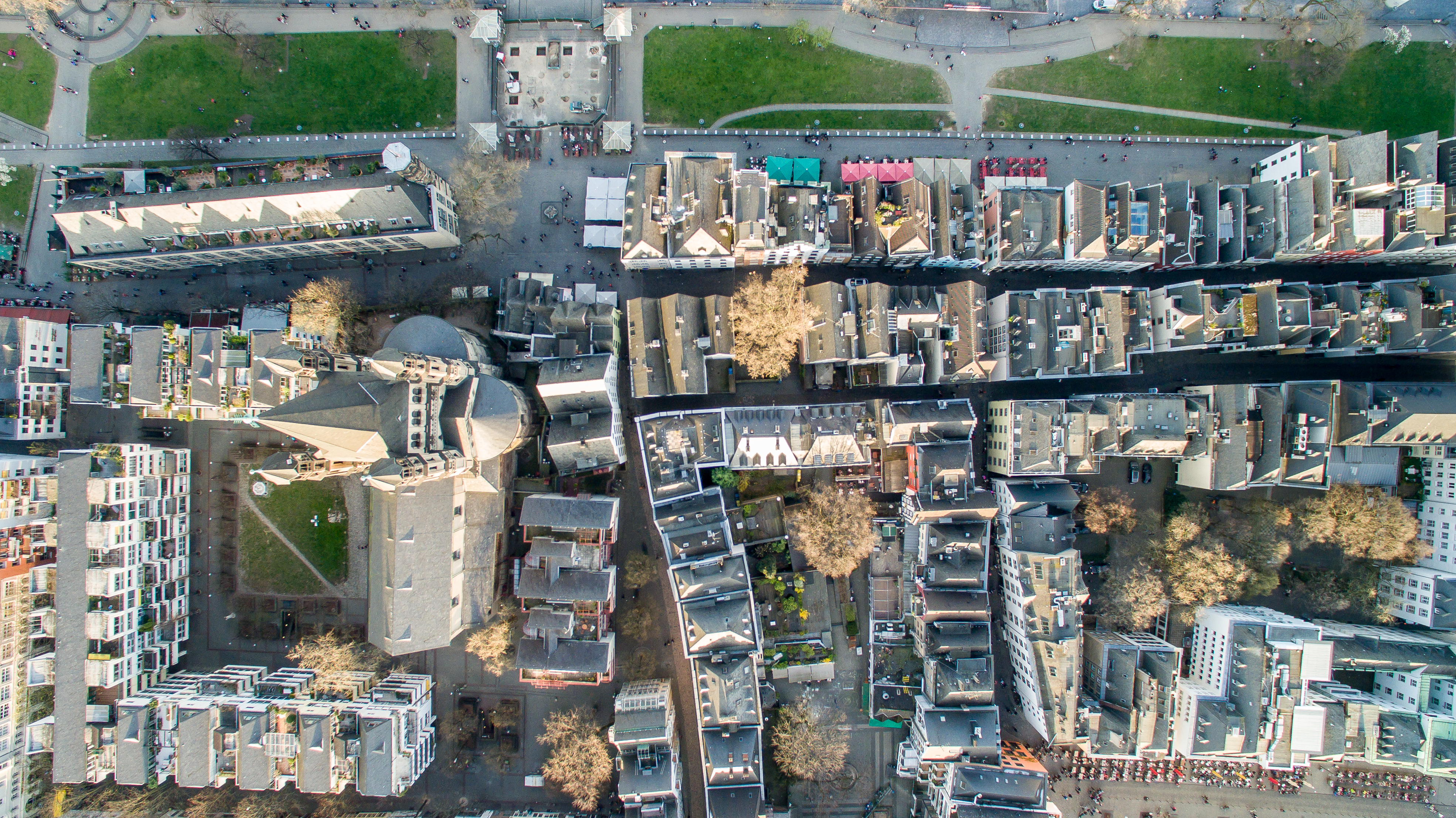
Вид на Старый город сверху

Политически две части старого города принадлежат центральному району города. Говоря современным языком, «Старый город» часто понимают только как район вокруг церкви Большой Святой Мартин. Однако этот квартал был только портовым районом города во времена Римской империи и, следовательно, не был самым старым поселением в городе.
Район Альтштадт-Норд считается ядром города; он существовал как поселение до 50 года нашей эры, когда городу был присвоен статус Колония Агриппина (Colonia Claudia Ara Agrippinensium).
В центре района находится собор, символ Кёльна, который является объектом всемирного культурного наследия. Кроме того, есть и другие достопримечательности, такие как ратуша, многочисленные музеи, оружейная палата, романские церкви и множество исторических городских домов. Некоторые из них являются реконструкциями, построенными после Второй мировой войны, например, штаб-квартира 4711 на Глокенгассе 4.
На севере района на одноименной улице находилась тюрьма «Клингельпютц» (Klingelpütz), построенная в 1838 году и являвшаяся центральным местом казни специальных судов Рейнской области в нацистскую эпоху. По оценкам, более 1000 человек, приговоренных к смертной казни Имперским судом и Народной судебной палатой, погибли под гильотиной. После строительства кёльнской тюрьмы в Оссендорфе более 130-летняя тюрьма была взорвана, и её обломки образовали холм. На этом месте сейчас расположен Клингельпютц-парк (Klingelpützpark). Ещё одним воплощением террора национал-социализма была штаб-квартира гестапо в так называемом доме EL-DE на Аппельхоф-плац 23-25 / угол Элизен-штрассе. В этом здании с 1988 года существует "Центр документации национал-социализма" в Кёльне. Прямо напротив находится здание суда на Аппельхоф-плац, построенное в 1893 году в качестве преемника Рейнского апелляционного суда и являющееся самым старым и самым традиционным зданием суда в городе. «Аппельхоф» сейчас является резиденцией кёльнских Административного и Финансового судов.

## Население
Структура населения Альтштадта-Норд (2023 г.):
- Средний возраст населения: 42,4 года (в среднем по Кельну: 42,4 года).
- Доля иностранцев: 25,7% (в среднем по Кельну: 20,9%).
- Уровень безработицы: 7,2% (в среднем по Кельну: 8,6%).

## Инфраструктура и экономика

### Транспорт
Центральный вокзал Кельна - важнейший железнодорожный узел города и один из самых важных в Германии. К району можно добраться по нескольким линиям скоростного трамвая, метро и автобусами. С 1974 года район прорезан шестиполосным автомобильным движением (Nord-Süd-Fahrt) с севера на юг. Кольца Кёльна с их площадями Фризен-плац (Friesenplatz) и Эберт-плай (Ebertplatz) важны для организации дорожного движения, от которых основные магистрали, такие как Фенлоер Штрассе (Venloer Straße) и Нойссер Штрассе (Neusser Straße), соединяют районы города.

### Бизнес
Две наиболее посещаемые в последние годы «торговые улицы» в Германии расположены на севере старого города: Хоэ Штрассе (Hohe Strasse) и Шильдергассе (Schildergasse).
Хоэ-штрассе длиной 680 метров - это пешеходная зона от Вальраф-плац (Wallrafplatz) на севере через большую часть старого города до Штернен-гассе (Sternengasse), где она переходит в улицу Хоэ-Пфорте (Hohe Pforte). Примерно за 300 метров до неё на запад ответвляется Шильдер-гассе, которая также ведёт в качестве пешеходной зоны к Ноймаркту (Neumarkt). Согласно подсчетам, проведенным в конце марта 2014 года, Шильдер-гассе и Хоэ-штрассе были двумя наиболее посещаемыми торговыми улицами в Германии с 14 590 и 12 795 прохожими соответственно.

## Примечательные объекты

### Церкви
Кёльнский собор, Старый Святой Альбан (Alt St. Alban), Церковь Святого Андрея, Антонитер-кирхе (Antoniterkirche), Апостольская церковь, Церковь Святого Гереона, Святая Колумба (St. Kolumba), Русская церковь равноапостольных Константина и Елены, Церковь Святого Куниберта, Святая Мария на Купфер-гассе (St. Maria in der Kupfergasse), Церковь Успения Пресвятой Девы Марии, Большой Святой Мартин, Миноритен-кирхе (Minoritenkirche), Святой Михаил (St. Michael), Церковь Святой Урсулы, Урсулинен-кирхе (Ursulinenkirche).

### Исторические сооружения
Ханенторбург, Кёльнская ратуша, Испанское здание и преториум, Цойгхаус (Zeughaus), Римская башня, Мельница Святого Гереона, Айгельштайнские ворота, Гюрцених (Gürzenich).

### Новые сооружения
Westdeutscher Rundfunk, Вокзал Кёльн, Матернус-хаус (Maternushaus), Хайнцельменнхенбруннен (Heinzelmännchenbrunnen), Мост Гогенцоллернов.

### Культура
Кукольный театр Хеннешен (Hänneschen-Theater), Кёльнская высшая школа музыки, оперный театр, филармония, драмтеатр.

### Музеи
Римско-германский музей, Музей прикладного искусства, Кёльнский городской музей, Кёльнский городской центр документации национал-социализма, Музей Людвига, Музей Вальрафа-Рихарца.

### Улицы и площади
Линтгассе, Унтер Заксенхаузен, Старый Рынок (Alter Markt), Аппельхоф-плац (Appellhofplatz), Эберт-плац (Ebertplatz), Бреславская площадь (Breslauer Platz), Сенная площадь (Heumarkt), Оффенбах-плац (Offenbachplatz), Ронкалли-плац (Roncalliplatz), Вальраф-плац (Wallrafplatz).